# Fleury-la-Forêt

Fleury-la-Forêt este o comună în departamentul Eure, Franța. În 1 ianuarie 2022 avea o populație de 289 de locuitori.